# 沼田純
沼田 純（ぬまた じゅん）は日本の漫画家。神奈川県出身、栃木県育ち。千葉県市川市在住。主に秋田書店の雑誌でギャグ漫画を執筆している。

## 略歴
- 1996年 - 「空を読むヒーロー」で週刊少年チャンピオン新人まんが賞第47回奨励賞受賞。
- 1998年 - 『ヤングチャンピオン』で「ゲンコツソース」連載。
- 2005年 - 『チャンピオンRED』11月号で「働く人々」掲載。
- 2006年 - 『週刊少年チャンピオン』第19・20号にて「クンクンカムカ」短期集中連載。その後、第30号から翌年（第10号）まで連載された。
- 2007年 - 『週刊少年チャンピオン』第15号から「バンタマ」が不定期に掲載された（完結告知あり）。
- 2008年 - 『週刊少年チャンピオン』第38号から第40号、第42号から第44号まで「トンボー」を短期集中連載。そして、第52号より本格連載開始。
- 2009年 - 2009年5月『トンボー』のコミックス1巻が発売される。これまでの連載作品は単行本化されていないため初の単行本になる。『週刊少年チャンピオン』第35号で「トンボー」の連載が終了。連載終了後も『トンボー』のコミックス2巻以降は発売予定が無い。
- 2010年 - 『週刊少年チャンピオン』第19号から「魚屋レジェンドスーパーバイトJ」を短期集中連載。第27号より「行徳魚屋浪漫スーパーバイトJ」と改題し本格連載開始。
- 2012年 - 『週刊少年チャンピオン』第18号で「行徳魚屋浪漫スーパーバイトJ」が連載終了。同年20号に「ドラマクローバー撮影現場レポート」掲載。同年32号に宮沢賢治の『貝の火』をアレンジした「宮沢賢治怪奇譚 純朴バニー」を掲載[1]。
- 2014年 - 『週刊少年チャンピオン』第48号から「行徳の漫画家とイトの日記」を連載開始[2]。
- 2015年 - 『週刊少年チャンピオン』第18号にて「行徳の漫画家とイトの日記」が連載終了。